# 니시와키 사야카
니시와키 사야카(일본어: 西脇彩華, 1992년 9월 30일 ~ )는 일본의 가수(Ordinary Venus 명의), 9nine의 멤버, 라디오 퍼스널리티, 이벤트MC이다. 레프로 엔터테인먼트에 소속.
애칭은 챠-퐁[ちゃあぽん]이다. 언니는 Perfume 니시와키 아야카이다.

## 인물
- 히로시마현 히로시마시출신. 신장은 164 cm.
- 특기는 노래와 춤. 취미는 한국 드라마 감상하기와 영화감상이다.
- 2녀1남중 막내 딸. 가족 구성원은 아빠, 엄마, 언니(Perfume의 아-짱(니시와키 아야카)), 오빠.
- Perfume의 아-짱(니시와키 아야카)의 동생.
- 아쿠타스 스쿨 히로시마 출신.
- 초・중학생시절 잡지 패션모델을 했었다.
- 사타케 우키와 같이 2012년까지 아이돌 그룹 9nine에서 결성 당시부터 계속 활동중.
- 음악 방송「HEY!HEY!HEY!」에서는 두번에 걸쳐 한류특집에 추천인으로 출연하는 만큼 K-POP에 자세히 알고 있으며, 카라는 언니를 통해 자주 집으로 초대하는 사이.
- 단독으로 아이돌 이벤트의 MC를 담당.
- 목표로 하고있는 아티스트는 SPEED.
- 소중히 여기는 보물은 가족과 9nine의 멤버.
- 9nine의 멤버로써의 꿈은 「누구든지로부터 사랑받는 퍼포먼스 유닛이 되는 것」

## 내력
- 2005년 : 아이돌 그룹 「9nine」결성때 가입.
- 2008년 : 이시이 슈지의 프로듀스로 솔로 가수 활동, 앨범「ORDINARY VENUS」발매.
- 2011년 : 2월18일 호리코시 고등학교 졸업.
- 2011년 : 봄에 대학교 진학.
- 2011년 : 4월부터 FＭ라디오 NACK5「STROBE NIGHT!」의 퍼스널리티로써 매주 5시간 생방송.

## 활동
앨범
- ORDINARY VENUS（ 2008년12월17일 빅터 엔터테인먼트：B001IK93EK ）
  1. I Don't Know!
  2. 赤道小町ドキッ
  3. 白いパラソル
  4. 慟哭
  5. 愛が止まらない
  6. はいからさんが通る
  7. CHA-CHA-CHA
  8. スローモーション (나카모리 아키나의 곡)
  9. DREAM RUSH
  10. 夏色のナンシー

니시와키 사야카의 단독유닛Ordinary Venus = Cha-pon (9nine) x 石井秀仁(GOAT BED)에 따름
80년대 아이돌 가요의 일렉트로사운드 커버 앨범

### TV

#### 드라마
- 하오하오!강시 걸〜도쿄 전시대 전기〜（2012년10월12일 - 12월21일, 테레비도쿄）니시와키 사야카 역

#### 버라이어티
- 체험!미디어의 ABC（2004년、NHK 교육 텔레비전）
- 제이체키（2004년、엔터!371）
- 츄'sDAY코믹스 사무라이 츄트!（2009년、마이니치 방송）
- 우키우키!MIX걸（엔터!371・Pigoo HD）니시와키 등장회 - #1（2010년4월）、#3（6월）、#4（7월）、#5（8월）、#7（10월）、#8（11월）、#10（2011년1월）、#11（2월）、#12（3월）

### CM
- きぐるみキグミ～（2005년、다카라 토미）

### 라디오
- ゴチャ・まぜっ!|もっともゴチャ・まぜっ!（2009년4월 - 2010년3월、MBS라디오）
- STROBE NIGHT!（2011년4월 - 、NACK5）목요 퍼스널리티

### 무대
- 나카노 브론디즈（2011년10월6일 - 10일, 선샤인 극장・2011년10월19일 - 22일, 신코베 오리엔탈 극장） - 오토키 역

### 이벤트
- U-15 Live version 4（2004년）
- 제이 클래스 축제2004（2004년10월16일, 17일）
- 제이 클래스 축제2005（2005년9월24일, 25일）
- 제이 클래스 축제2006（2006년12월24일）
- B.L.T.PRESENTS GirlsWoodstock Vol.13（2009년6월13일）
- 제 2회 아이돌 골목 축제!! 라이브 밴드 스페셜（2012년4월8일, 사회자）

### 잡지
- プチバースディ（2003년、지츠교노니혼사）
- melon（2004년、2005년、쇼덴사）
- Lemon Teen（2005년、바우하우스）
- Hana★chu→（2005년、슈후노토모사）

### 인터넷
- わくわくドワンゴ 뮤직랜드（2012년8월17일-, 니코니코 생방송）MC[1]